# Erythropodium marquesarum
Erythropodium marquesarum är en korallart som beskrevs av Kükenthal 1919. Erythropodium marquesarum ingår i släktet Erythropodium och familjen Anthothelidae. Inga underarter finns listade i Catalogue of Life.